# Túrin
Túrin Turambar är en fiktiv karaktär i J.R.R. Tolkiens böcker om Midgård. Túrin var son till Húrin av Dor Lómin. Hans hela livshistoria finns att läsa i boken "Húrins barn". Den inleds med "de otaliga tårarnas slag", där Morgoths orcher besegrade en armé bestående av människor och alver, däribland Húrin. Morgoth för Húrin till Angband, och kastar en förbannelse över honom och hans släkt; Död och sorg skall följa deras väg. Förbannelsen har stor del i handlingen i "Húrins barn".
Húrins barn utspelar sig under Midgårds första ålder.